# Američki jazavac
Američki jazavac (Taxidea taxus) sjevernoamerički je jazavac, obilježjima nalik europskom jazavcu.
Pronalazi ga se diljem zapadnog i središnjeg dijela Sjedinjenih Američkih Država, sjevernog dijela Meksika i središnje Kanade. Također se nalaze kroz jugozapadni dio Britanske Kolumbije. Ova životinja daje prednost suhim otvorenim područjima s dubokim tlom koje se lako da raskopati, poput prerijskih regija.
U Meksiku, ovu životinju često nazivaju "tlacoyote". Španjolski naziv za jazavca jest "tejón", no u Meksiku, ova se riječ koristi i za nosate rakune. Ovo može dovesti do pomutnje, jer u Meksiku postoje i jazavci i nosati rakuni.

## Taksonomija
Američki jazavac član je porodice Mustelidae, raznolike porodice zvijeri koja također uključuje lasice, tvorove i gorsku kunu. Američki jazavc pripada jednoj od tri potporodice jazavaca. Najbliži srodnik američkog jazavca jest prapovijesni Chamitataxus.
Priznate vrste jesu: Taxidea taxus jacksoni, koju pronalazimo unutar zapadnog dijela regije Velikih jezera; Taxidea taxus jeffersoni, na zapadnoj obali Kanade i Sjedinjenih Američkih Država; i Taxidea taxus berlandieri, na jugozapadnom dijelu Sjedinjenih Američkih država i sjevernom Meksiku.

## Obilježja
Američki jazavac posjeduje većinu karakterističnih obilježja koje su zajedničke svim jazavcima; zdepast i nizak s kratkim, moćnim udovima (prednji udovi oboružani su velikim kandžama, do 5 centimetara duljine) i naročitim oznakama na glavi. Mužjaci su značajno veći od ženki, mjereći duljinu od 60 do 75 centimetara, s prosječnom težinom od 9 kilograma, dok ženke teže do 7 kilograma. Zapadne podvrste, poput T. t. jeffersoni, teži su od svojih južnih rođaka. U jesen, kada je hrane u izobilju, odrasle muške jedinke mogu prijeći težinu od 11.5 kilograma.
Izuzev glave, američki jazavac prekriven je sijedim, srebrnkastim i grubim krznom. Trokutasto lice američkog jazavca pokazuje naročite crne i bijele oznake, sa smeđim i crnim oznakama na obrazima i bijelom prugom koja se pruža od nosa do baze glave. Kod podvrste T. t. berlandieri, bijela oznaka pruža se čitavom duljinom tijela, do baze repa.

## Ponašanje i prehrana
Američki je jazavac samotna životinja veći dio godine. Hrani se tekunicama, miševima i ostalim manjim sisavcima, često kopajući u potjeri za plijenom u njihove jazbine, a ponekad zatvarajući ulaske jazbina predmetom. Također se hrane pticama, zmijama i kukcima. Većinom su aktivni noću, no ponekad su aktivni i tijekom dana. Ne hiberniraju, no postaju manje aktivni tijekom zime. Američki jazavac može provesti veći dio zime u stadijima obamrlosti koji traju oko 29 sati. Tijekom toplijih dana izlaze iz jazbine.
Američki jazavci ponekad će stvoriti simbiotičku vezu s kojotima. Kojoti nisu učinkoviti pri kopanju u potrazi za glodavcima i tjeranju istih iz njihovih jazbina, no učinkoviti su u njihovoj potjeri iznad tla. S druge strane, jazavci nisu dobri i brzi trkači, ali su veoma učinkoviti u kopanju. Kada love zajedno, plijenu ostavljaju malo mjesta za bijeg.

## Razmnožavanje
U pravilu samotne životinje, američki će jazavci proširiti granice svog teritorija u potrazi za partnerom tijekom sezone parenja. Mužjaci se mogu pariti s većim brojem ženki. Parenje se odvija tijekom ljeta, no implantacija je zakašnjela i mladunčad se koti u podzemnoj jazbini tijekom kasne zime. Okot u pravilu broji od jednog do pet mladunaca.

## Drugi projekti
|  | Zajednički poslužitelj ima stranicu o temi Američki jazavac |
|  | Wikivrste imaju podatke o taksonu rodu Taxidea              |